# 陸瓊
陸瓊（537年—586年），字伯玉，吳郡吳縣人，南陳官员。
陸瓊的祖父陸完是南梁琅邪、彭城兩郡郡丞；父親陸雲公則是南梁的給事黃門侍郎。陸瓊自小聰明懂思考，六歲就能寫作五言詩，有文彩。大同末年，陸雲公受梁武帝詔令修訂《棋品》，到溉、朱异等人下棋完畢，陸瓊當時八歲，在他們面前重新擺出原有棋局，於是他在京師以神童聞名。朱异告訴梁武帝此事，就下令召見陸瓊，看到陸瓊機警聰明，言語慎重，覺得非常驚奇。到他十一歲，父親逝世，誠摯的哀傷使他很瘦弱，從祖父陸襄驚嘆：「這孩子一定能擔起家業，真難得。」後來侯景作亂，他帶著母親避居縣內的西鄉，勤力讀書，從不懶惰，於是博學、懂得文章。
永定年間陸瓊在州內推举為秀才；天嘉元年（560年），擔任寧遠將軍，始興王陳伯茂王府的法曹行參軍，很快以本官兼任尚書外兵郎，以文學轉兼任殿中郎，任滿後改為實授。陸瓊一直有良好名聲，得到陳文帝讚賞，之後討伐周迪、陳寶應等人的都官符及諸大手筆，詔令都由他執筆。他遷任新安王陳伯固的文學，掌管東宮管記。陳頊就任司徒，揀選幕僚，吏部尚書徐陵向陳頊推薦陸瓊：「新安王文學陸瓊見識廣博，文史富足，在郎署工作多時，左西掾的出缺由他承當最適合。」就除授司徒左西掾，不久兼官通直散騎常侍，出使北齊。
太建元年（569年），陸瓊重新以本官掌管東宮管記，除任太子庶子，兼通事舍人；遷轉中書侍郎、太子家令。長沙王陳叔堅為江州刺史，不守法規，陳宣帝以長沙王年少任命陸瓊為長沙王長史，代理江州府國事，帶任尋陽太守；陸瓊以母親年老不願意遠行，太子陳叔寶亦請求留任，於是並未成事。之後他累遷給事黃門侍郎，領羽林監，轉官太子中庶子，領步兵校尉，又領授大著作，編寫國史。陳後主即位，陸瓊在中書省任職，掌管詔令，很快就獲授散騎常侍，兼任度支尚書，領揚州大中正。至德元年（583年），轉正任度支尚書，參與掌管詔誥君主文告，並負責廷尉、建康刑事。最初，陸瓊的父親陸雲公奉梁武帝命令編纂《嘉瑞記》，他繼承父親的工作續寫，自永定到至德年間寫出獨特的見解。其後他改任吏部尚書，依然擔任著作。陸瓊熟悉譜諜，明白人倫，早時吏部尚書宗元饒逝世，右僕射袁憲推舉陸瓊，但陳宣帝未任用，到此時才得任用，號稱稱職，後主十分重用他。
陸瓊個性謙虛儉約，不會扶植自己勢力，雖然官位聲望鼎盛，但操守不改。家中的園林房間不曾改建，使用的車馬衣服不追求華麗，所得的祿俸都分配給族人，家中並無多餘金錢。晚年的他深感知足，規避權貴，經常稱病不管政事，不久因母親逝世辭官。當初陸瓊侍奉東宮，他的母親跟隨在官舍居住，陳後主賞賜優厚；其後陸瓊母親靈柩回鄉，朝廷下詔贈送財物協助喪事，並派遣謁者黃長貴持冊奠祭，後主又為他的母親寫下墓誌銘，朝野都覺得這是陸瓊的榮譽。不久陸瓊過份傷心，在至德四年（586年）去世，虛齡五十，贈領軍將軍，協助喪事，有文集二十卷傳世。

## 引用
1. 1 2  《陳書·卷三十·列傳第二十四》：陸瓊字伯玉，吳郡吳人也。祖完，梁琅邪、彭城二郡丞。父雲公，梁給事黃門侍郎，掌著作。
2. 1 2 3  《南史·卷四十八·列傳第三十八》：字遐業，慧曉兄子也。……閑四子：厥、絳、完、襄也。……雲公字子龍，襄兄完子也。……雲公子瓊字伯玉，幼聰慧，有思理。六歲為五言詩，頗有詞采。大同末，雲公受梁武帝詔校定碁品，到溉、朱异以下並集。瓊時年八歲，於客前覆局，由是都下號曰神童。异言之武帝，召見，瓊風神警亮，進退詳審，帝甚異之。十一，丁父憂，毀瘠有至性，從祖襄歎曰：「此兒必荷門基，所謂一不為少。」及侯景作逆，攜母避地於縣之西鄉，勤苦讀書，晝夜無怠，遂博學善屬文。
3. ↑  《陳書·卷三十·列傳第二十四》：瓊幼聰惠有思理，六歲為五言詩，頗有詞采。大同末，雲公受梁武帝詔校定棋品，到溉、朱异以下並集，瓊時年八歲，於客前覆局，由是京師號曰神童。异言之武帝，有敕召見，瓊風神警亮，進退詳審，帝甚異之。十一，丁父憂，毀瘠有至性，從祖襄歎曰「此兒必荷門基，所謂一不為少」。及侯景作逆，攜母避地于縣之西鄉，勤苦讀書，晝夜無怠，遂博學，善屬文。
4. ↑  《陳書·卷三十·列傳第二十四》：永定中，州舉秀才。天嘉元年，為寧遠始興王府法曹行參軍。尋以本官兼尚書外兵郎，以文學轉兼殿中郎，滿歲為真。瓊素有令名，深為世祖所賞。及討周迪、陳寶應等，都官符及諸大手筆，並中敕付瓊。遷新安王文學，掌東宮管記。及高宗為司徒，妙簡僚佐，吏部尚書徐陵薦瓊於高宗曰：「新安王文學陸瓊，見識優敏，文史足用，進居郎署，歲月過淹，左西掾缺，允膺茲選，階次小踰，其屈滯已積。」乃除司徒左西掾。尋兼通直散騎常侍，聘齊。
5. ↑  《南史·卷四十八·列傳第三十八》：陳天嘉中，以文學累遷尚書殿中郎。瓊素有令名，深為陳文帝所賞。及討周迪、陳寶應等，都官符及諸大手筆，並中敕付瓊。遷新安王文學，掌東宮管記。及宣帝為司徒，妙簡僚佐，吏部尚書徐陵薦瓊于宣帝，言瓊「識具優敏，文史足用，進居郎署，歲月過淹，左西掾缺，允膺茲選，雖階次小踰，其屈滯已積」。乃除司徒左西掾。尋兼通直散騎常侍，聘齊。
6. ↑  《陳書·卷三十·列傳第二十四》：太建元年，重以本官掌東宮管記。除太子庶子，兼通事舍人。轉中書侍郎、太子家令。長沙王為江州刺史，不循法度，高宗以王年少，授瓊長史，行江州府國事，帶尋陽太守。瓊以母老，不欲遠出，太子亦固請留之，遂不行。累遷給事黃門侍郎，領羽林監。轉太子中庶子，領步兵校尉。又領大著作，撰國史。
7. 1 2  《南史·卷四十八·列傳第三十八》：太建中為給事黃門侍郎，轉中庶子，領大著作，撰國史。後主即位，直中書省，掌詔誥。至德元年，除度支尚書，參選事，掌誥詔，並判廷尉、建康二獄事。初，瓊父雲公奉梁武敕撰嘉瑞記，瓊述其旨而續焉，自永定訖於至德，勒成一家之言。遷吏部尚書，著作如故。瓊詳練譜牒，雅有識鑒。先是吏部尚書宗元饒卒，尚書右僕射袁憲舉瓊，宣帝未之用，至是居之，號為稱職。
8. ↑  《陳書·卷三十·列傳第二十四》：後主即位，直中書省，掌詔誥。俄授散騎常侍，兼度支尚書，領揚州大中正。至德元年，除度支尚書，參掌詔誥，并判廷尉、建康二獄事。初，瓊父雲公奉梁武帝敕撰嘉瑞記，瓊述其旨而續焉，自永定訖于至德，勒成一家之言。遷吏部尚書，著作如故。瓊詳練譜諜，雅鑒人倫，先是，吏部尚書宗元饒卒，右僕射袁憲舉瓊，高宗未之用也，至是居之，號為稱職，後主甚委任焉。
9. ↑  《陳書·卷三十·列傳第二十四》：瓊性謙儉，不自封植，雖位望日隆，而執志愈下。園池室宇，無所改作，車馬衣服，不尚鮮華，四時祿俸，皆散之宗族，家無餘財。暮年深懷止足，思避權要，恆謝病不視事。俄丁母憂，去職。初，瓊之侍東宮也，母隨在官舍，後主賞賜優厚。及喪柩還鄉，詔加賻贈，并遣謁者黃長貴持冊奠祭，後主又自製誌銘，朝野榮之。瓊哀慕過毀，以至德四年卒，時年五十。詔贈領軍將軍，官給喪事。有集二十卷行於世。
10. ↑  《南史·卷四十八·列傳第三十八》：瓊性謙儉，不自封植，雖位望日隆，而執志逾下。園池室宇，無所改作，車馬衣服，不尚鮮華，四時祿俸，皆散之宗族，家無餘財。暮年深懷止足，思避權要，恒謝疾不視事。俄丁母憂。初瓊之侍東宮，母隨在官舍，及喪還鄉，詔加賻贈，後主自製志銘，朝野榮之。瓊哀慕過毀，以至德四年卒。有集二十卷行於世。

## 延伸阅读
[在维基数据编辑]
 《陳書/卷30》，出自姚思廉《陳書》